# Erik Lloshi
Erik Lloshi, född den 5 april 1989 i Lushnja i Albanien, är en albansk sångare.
Lloshi har studerat sång vid konstakademin i Tirana (Akademinë e Arteve). Med sitt band Erik & Band har han släppt flera singlar. Tillsammans med sångerskan Mariza Ikonomi har han släppt låten "E di", vilken vid Balkan Music Awards 2009 nominerades till Albaniens bästa musikvideo 2009. 2010 deltog han i Top Fest med låten "Më vonë do të jetë tepër vonë" och 2011 framförde han med sitt band låten "Ti dhe unë" i Kënga Magjike 13.
År 2012 ställde han upp i Top Fest 9 med låten "Ajo është ajo". Han tog sig till finalen och tilldelades där pris för bästa poplåt. Efter tävlingen släpptes även en musikvideo till låten. I augusti 2012 släppte han låten "Në fantazi". Under våren 2013 deltog han i Top Fest 10 med "Njëri tjetër". 2014 deltog han i Kënga Magjike 2014 med låten "Diku të kam parë" av Kledi Bahiti.